# Maschgara

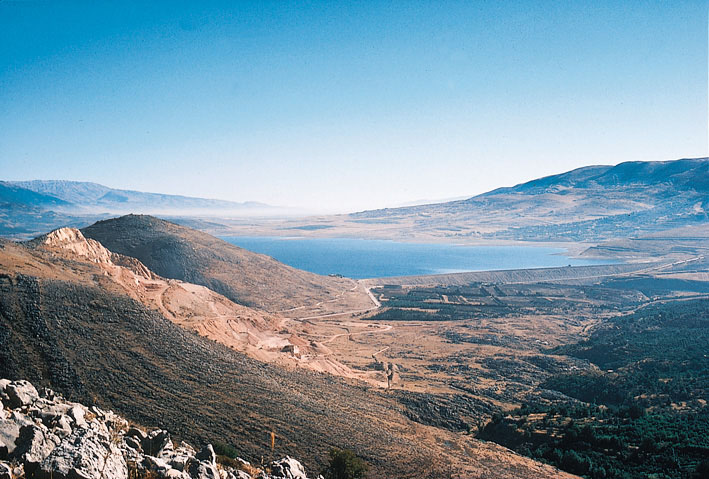
Blick nach Norden auf den Qaraoun-See oder Litani-See in Bekaa, Libanon, von den Machghara-Hügeln aus.

Maschgara (arabisch مشغرة, DMG Mašġara, französisch Machghara, englisch Mashghara) ist eine Stadt im Süden des Libanon, an den westlichen Hängen des Bekaatals. Ungefähr eine Stunde Fußmarsch von Maschgara entfernt fließt der Litani. Während des Krieges im Libanon (1914–1918) grub man einen Kanal vom Fluss bis nach Maschgara, von dem aus die Stadt heute noch einen Großteil ihres Wassers nimmt.

## Industrie
Seit 1896 gibt es in Maschgara eine Gerberei, die sich speziell auf die Anfertigung von Lederschuhsohlen spezialisierte. Es war die erste Gerberei in ganz Libanon und auch im benachbarten Syrien gab es zu diesem Zeitpunkt noch keine Gerbereien. Im Jahre 1930 wurde diese Gerberei mit Maschinen ausgestattet und besteht bis heute noch.
2006 wurde Maschgara von der israelischen Luftwaffe im Zusammenhang mit dem Libanonkrieg 2006 bombardiert.

## Töchter und Söhne
- Nicolas Hajj (1907–1995), Erzbischof der Melkitischen Griechisch-Katholischen Kirche von Banyas
- Salim Ghazal (1931–2011), Kurienbischof im Melkitischen Patriarchat von Antiochien